# 陳翊麟
陳翊麟（Chan Yik Lun, James，1987年8月15日—），生於香港，香港已退役籃球運動員，曾效力於南華、香港東方，司職得分後衛，暱稱「占士」。曾擔任香港甲一籃球聯賽球隊香港東方的青訓總監，現為香港職業籃球隊香港金牛的青訓總監。

## 球員生涯
陳翊麟生於香港，於中學四年級時初次接觸籃球運動，在19歲時在NIKE League一戰成名，獨攬最有價值球員和籃板王等榮譽外，更在勒邦占士當評判的入樽賽榮膺入樽王。
2009年，陳翊麟加盟甲一升班馬旭暉，可是最終旭暉宣告護級失敗，要降落甲二組作賽。護級失敗後，陳翊麟轉會至甲一傳統勁旅南華。蘋果日報 2014年12月23日直到2015年球季轉會到安青，結果安青在聯賽排第8而降班，於是陳翊麟回歸南華。 回歸後更獲得了年度常規賽三分王。
2018年9月1日，東方龍獅宣布陳翊麟加盟。

## 執教生涯
陳翊麟執教生涯履歷豐富，除於2024年度帶領自力成為甲二聯賽冠軍，來季將會升班到甲一作賽。他亦執教不同學界勁旅，包括：香港大學、裘錦秋(葵涌)中學、林大輝中學…等。陳翊麟自大學以來，已開始在母校裘錦秋(葵涌)中學執教，球隊為學界籃球勁旅，他曾帶領球隊取得學界馬拉松3X3冠軍。
2022年，陳翊麟從球隊香港東方的球員身份退役，並晉升為青訓總監，透過選拔及坊間探索，發掘有潛質的球員加入球隊青訓計劃。期間曾帶領乙組球隊籃青取得香港乙組籃球銀牌賽冠軍，並多次領軍出征香港以外比賽，戰績彪炳，曾於佛山开戰的2023李宁TOP24篮球精英赛，帶領青年軍擊敗CBA梯隊广州龙狮青年队。及於在2024年上海明日之星籃球爭冠賽，帶領東方取得季軍。陳翊麟更躍身成為香港甲一籃球銀牌賽球隊香港東方的教練，帶領自家訓練的青年軍作戰甲一比賽。
2025年，陳翊麟宣佈從香港東方離職，並加入另一支香港職業籃球隊，目前參加全國男子籃球聯賽的香港金牛，擔任青訓總監。

## 外部連結
- 陳翊麟在fiba.basketball（英语）
- 陳翊麟在archive.fiba.com（archived）（英语）
- 陳翊麟在Eurobasket.com（球員）（英语）
- 陳翊麟在RealGM（英语）
- Chan Yik Lun
- ABL官網球員註冊資料